# Monte Maggiorasca
Monte Maggiorasca je nejvyšší hora Ligurských Apenin.
Nachází se v severovýchodní části pohoří, v provincii Genova, mezi městy Piacenza a Chiavari, okolo 30 kilometrů od pobřeží Ligurského moře. Leží v těsné blízkosti hranice s provinciemi Piacenza a Parma, které již náleží do regionu Emilia-Romagna
Monte Maggiorasce má nadmořskou výšku 1 799 metrů a prominenci 939 metrů.